# Diaethria lyde
Diaethria lyde är en fjärilsart som beskrevs av D'almeida 1934. Diaethria lyde ingår i släktet Diaethria och familjen praktfjärilar. Inga underarter finns listade i Catalogue of Life.